# Batalla del Bogside
Batalla del Bogside (en anglès: Battle of Bogside; en gaèlic: Cath Thaobh an Phortaigh) és el nom donat als disturbis que es van produir durant 3 dies d'agost de 1969 al barri del Bogside, a la ciutat nordirlandesa de Derry/Londonderry, entre residents del barri catòlic i la policia local (la Royal Ulster Constabulary, RUC).
Els disturbis van tenir lloc entre el 12 i el 14 d'agost de 1969, després que el RUC tractés de dispersar una manifestació nacionalista que protestava per la desfilada dels Aprenents de Derry (Apprentice Boys) per les muralles de la ciutat, confrontants amb el barri nacionalista-catòlic del Bogside. Durant els disturbis, la RUC va ser incapaç d'entrar al barri, forçant el desplegament de l'exèrcit britànic per restaurar l'ordre.
La "batalla" del Bogside, que va provocar al seu torn el sorgiment de nous disturbis per tota Irlanda del Nord, és considerada com la primera gran confrontació dels coneguts com Troubles, el conflicte entre unionistes partidaris de la pertinença al Regne Unit i republicans partidaris de la fusió amb la República d'Irlanda, que s'allargaria durant més de dues dècades.

## Antecedents
La tensió havia anat en augment a Derry durant més d'un any abans de la batalla del Bogside. Això va ser degut en part a la situació discriminatòria soferta per una gran part de la població. Derry tenia una majoria de població catòlica, en part nacionalista irlandesa que, a partir de la partició d'Irlanda el 1921, havia estat governada de forma contínua pel govern unionista d'Irlanda del Nord. Els unionistes mantenien el control polític de Derry de dues maneres. En primer lloc, assignant l'habitatge públic d'una manera que mantingués a la població catòlica en un nombre limitat de circumscripcions electorals (gerrymandering), amb el resultat que, tot i obtenir un nombre més gran de vots, els partits nacionalistes únicament enviaven un parlamentari de Derry al Parlament d'Irlanda del Nord, mentre que els unionistes n'enviaven dos. Aquesta política d'habitatge tenia l'efecte addicional de produir dificultats en l'accés a l'habitatge públic per part dels catòlics. En segon lloc, només els pagadors d'impostos tenien dret al vot a les eleccions locals: com que els protestants tendien a ser més rics que els catòlics, això significava a la pràctica que els unionistes també controlaven el govern local de Derry. Els catòlics al·legaven també discriminació en l'accés a l'ocupació.

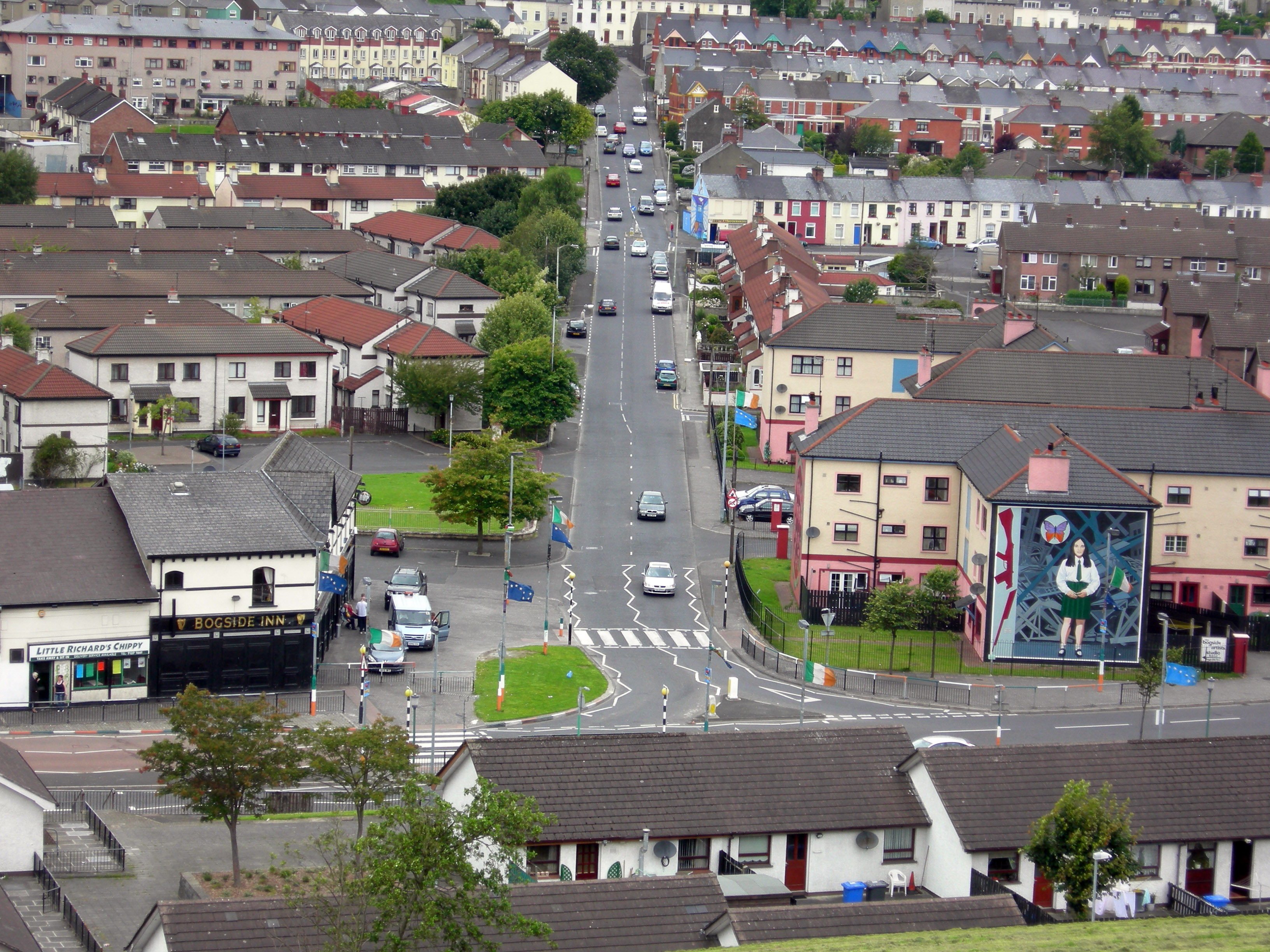
Carrer Westland, vist des dels murs de la ciutat. A la dreta pot observar-se un mural polític dels Artistes del Bogside.

Al març de 1968, un petit nombre de radicals de la ciutat van fundar el Comitè d'Acció de l'Habitatge de Derry (Derry Housing Action Committee), amb la intenció de forçar al govern d'Irlanda del Nord a canviar la seva política d'habitatge. Aquest grup va ser fundat principalment per membres locals del Partit Laborista d'Irlanda del Nord, com Eamon McCann, i membres del Club Republicà James Connolly (la branca norirlandesa del Sinn Féin, que estava prohibit al Nord). El Comitè va dur a terme accions directes tals com talls de tràfic o ocupacions dels plens municipals, amb la intenció de forçar als mandataris de la ciutat a allotjar a les famílies catòliques que estaven des de feia molt temps esperant torn per rebre un habitatge social.
El gener de 1969, una marxa del grup radical trotskista Democràcia Popular (People's Democracy) va ser atacada per lleialistes a Burntollet, a només cinc milles de Derry. Quan els manifestants (molts dels quals van resultar ferits) van arribar a Derry el 5 de gener, van començar les revoltes i els enfrontaments entre manifestants i la policia local (RUC), a la que s'acusava de no haver protegit als manifestants. Aquella nit, membres de la RUC van entrar a domicilis del Bogside, assaltant a diversos residents. Una investigació duta a terme posteriorment per Lord Cameron va concloure que "un nombre de policies van ser culpables de conducta inadequada, que va incloure assalts i agressions, danys maliciosos a la propietat […] i l'ús d'eslògans provocatius i sectaris". Arribats a aquest punt, es van instal·lar barricades al Bogside i es van organitzar patrulles de vigilància ciutadana per mantenir a la RUC fora del barri. Va ser en aquest moment quan es realitzà la famosa pintada You are now entering Free Derry ("Esteu entrant al Derry Lliure"), a la cantonada de Lecky St. i Fahan St., obra d'un activista local anomenat John Casey.
Després de les noves revoltes ocorregudes el 12 de juliol (en contestació a les desfilades de l'Orde d'Orange d'aquell dia), els republicans irlandesos de Derry van fundar l'Associació de Defensa dels Ciutadans de Derry (DCDA, en les seves sigles en anglès), amb la intenció de preparar-se per a futurs disturbis. Els membres de la DCDA eren inicialment activistes del Club Republicà (i possiblement de l'IRA), però a ells es van anar unint molts altres activistes d'esquerra i gent de la ciutat en general. En principi, el grup estava orientat a mantenir la pau, i si això no era possible, a organitzar la defensa del Bogside. Per a aquest fi, van fer apilament de material per a barricades i coets, de cara al dia de la marxa dels Apprentice Boys per Derry, el 12 d'agost.
El 17 de juliol es va produir a Derry la primera mort violenta pels enfrontaments entre la RUC i els nacionalistes. Un veí de la ciutat, Samuel Devenny, va morir a conseqüència de les ferides rebudes tres mesos abans quan va ser copejat per les porres dels membres de la policia, que van entrar a casa seva després d'una revolta que s'havia produït el 19 d'abril. Les seves filles adolescents van ser també copejades en l'atac. Devenny és citat sovint com la primera víctima dels Troubles.

## 12 d'agost
La desfilada anual dels Apprentice Boys del 12 d'agost commemora la victòria dels protestants al Setge de Derry de 1689 sobre les tropes catòliques de Jaume II d'Anglaterra. En aquells moments, i dins del clima de tensió imperant entre les dues comunitats, es considerava per molts catòlics com una celebració provocadora. Tot i que aquell any la desfilada no va passar pel barri catòlic del Bogside, hi passava pell costat, a l'encreuament de Waterloo Place i Williams Street, al costat de les muralles de Derry.
Aquell dia, els disturbis es van iniciar quan els Apprentice Boys s'acostaven al Bogside per la Williams Street. Les primeres escaramusses es van produir entre els lleialistes i els Bogsiders. Tots dos bàndols es van llançar pedres abans de l'arribada de la policia, que va forçar als nacionalistes a replegar-se a la Rossville Street i tancar-se al barri. Els lleialistes els van perseguir en el seu replegament i els disturbis van augmentar. Els nacionalistes es van defensar apedregant a la policia, construint barricades i llançant còctels Molotov per impedir el seu avanç cap a l'interior del barri.
La defensa del Bogside estava articulada a través de la Derry Citizens Defence Association, que supervisava les posicions de les barricades, la producció de còctels molotov i que posteriorment va crear la "Ràdio Free Derry" com a mitjà de comunicació de les seves accions. No obstant això, moltes persones van participar en els disturbis de manera improvisada, apareixent diferents líders entre la població (com la membre del Parlament Bernadette Devlin).
La policia no estava preparada per als disturbis: els escuts no eren prou grans per protegir tot el seu cos i el seu uniforme no era resistent al foc produït pels còctels molotov. Malgrat tenir vehicles blindats, no estaven autoritzats per usar-los. La solució més usada per la policia va ser l'ús desmesurat de gas lacrimogen. A més, no existia ni un sistema ni una infraestructura perquè els policies poguessin descansar, per la qual cosa molts d'ells van estar presents durant tres dies consecutius de disturbis, aprofitant qualsevol oportunitat per descansar als portals que donaven entrada al barri.

## 13 d'agost
El 13 d'agost el Taoiseach (Cap de Govern) de la República d'Irlanda, Jack Lynch, va aparèixer a la televisió per parlar sobre els disturbis de Derry. Va prometre que l'exèrcit irlandès es dirigiria cap a la frontera amb Irlanda del Nord per instal·lar hospitals de campanya que atenguessin als ferits en els disturbis. Els nacionalistes van entendre aquest missatge com una promesa que els soldats irlandesos arribarien fins al Bogside per ajudar-los. Els unionistes van creure que era un preparatiu per a la invasió irlandesa d'Irlanda del Nord. Finalment, l'exèrcit només va arribar fins a la frontera i les seves activitats es van limitar a proveir d'ajuda mèdica als ferits.

## 14 d'agost
El 14 d'agost, els disturbis havien arribat al seu punt crític. Gairebé tots els habitants del Bogside estaven mobilitzats, molts d'ells incitats a la lluita pels falsos rumors d'un atac policial contra la catòlica Catedral de Sant Eugeni. La policia va començar a usar força letal. Els coneguts com a B-Specials, un cos auxiliar de la policia format per protestants que va tenir un paper protagonista en els assassinats sectaris de la dècada de 1920, van ser cridats a Derry, provocant la por a una massacre en molts dels habitants catòlics del Bogside.
Durant la tarda del 14 d'agost, el Primer Ministre d'Irlanda del Nord, James Chichester-Clarke, va prendre la decisió de demanar al Primer Ministre britànic, Harold Wilson el desplegament de l'exèrcit britànic a Derry. Poc després, una companyia de l'exèrcit arribava a Derry amb instruccions de separar a civils i policies, però sense derrocar les barricades ni tractar d'entrar al barri, donant-se per finalitzats els disturbis. Aquesta va ser la primera intervenció directa del govern de Londres des de la divisió de l'illa.
Les tropes britàniques van ser, al principi, ben rebudes pels habitants del Bogside, que veien als soldats com una força neutral comparats amb els policies del RUC i, sobretot, amb els B-Specials. Aquesta bona relació no duraria molt i aniria empitjorant fins a arribar a un profund antagonisme durant el transcurs del Conflicte nordirlandés.

## Disturbis en altres llocs
La crida de l'Associació pels drets civils d'Irlanda del Nord per mantenir ocupats als policies per tota Irlanda del Nord com a mitjà de relaxar la pressió policial en el Bogside, va provocar l'aparició de nous disturbis a la capital, Belfast, i altres llocs que van causar 5 morts. La nit del 14 d'agost, un grup de leialistes van cremar els habitatges de la Bombai Street, deixant sense casa a 1.500 catòlics de Belfast. Juntament amb els disturbis de Derry, aquest període de disturbis va marcar el punt en el qual el Conflicte passava de ser una situació de malestar social a convertir-se en un conflicte armat a tres bandes entre nacionalistes (inici de la campanya de l'IRA Provisional el 1969), unionistes (reaparició de la UVF, 1966, i de la UDA, 1971) i les forces de seguretat estatals.